# Вильгельм V (ландграф Гессен-Касселя)
Вильгельм V Гессен-Кассельский (нем. Wilhelm V. von Hessen-Kassel; 14 февраля 1602, Кассель — 21 сентября 1637, Лер) — ландграф Гессен-Касселя в 1627—1637 годах из Гессенского дома.

## Биография
Вильгельм V родился в семье Морица, ландграфа Гессен-Касселя, и его первой супруги Агнессы Сольмс-Лаубахской.
Отец Вильгельма на протяжении многих лет боролся за графство Гессен-Марбург, так называемое «марбургское наследство». Соперником его в этом были родственные ему ландграфы Гессен-Дармштадта. Последний ландграф Гессен-Марбурга, Людвиг IV потребовал, чтобы это графство и после его смерти оставалось лютеранским. Так как ландграфы Гессен-Дармштадта придерживались лютеранского вероисповедания, а Мориц Гессен-Кассельский был кальвинистом, марбургское наследство досталось Гессен-Дармштадту. Мориц не признал такого решения Имперского совета (Reichshofrat) и был принужден уступить престол своему сыну Вильгельму V.
Сразу после прихода к власти Вильгельм признал решение Совета, чем облегчил в том числе и хозяйственное положение графства. Экономика Гессен-Касселя за время правления Морица пришла в полнейшее расстройство, и несомненными заслугами его сына было восстановление хозяйственной жизни, проведение уменьшившей инфляцию денежной реформы и выплата части гигантских долгов отца.
Во время начавшейся ещё в 1618 году Тридцатилетней войны Вильгельм V стал на сторону своего родственника, короля Швеции Густава II Адольфа (оба они были правнуками Филиппа I Гессенского, и предоставил в его распоряжение свою армию. Союзниками Вильгельма V также были герцоги Вильгельм IV и Бернхард Саксен-Веймарский, а также герцог Август II Брауншвейг-Вольфенбюттельский.
В сражениях этой войны Вильгельм V выступил способным полководцем, после боёв у Альдрингера и Фуггера в июне 1631 года ему удалось вытеснить имперские войска с территории ландграфства. 22 августа 1631 года войска австрийцев под командованием Тилли вновь попытались занять Гессен-Кассель, однако вмешательство шведов обрекло их на неудачу.
После того, как Густав II Адольф разгромил армию Тилли под Брейтенфельдом (1631) Вильгельм V, согласно Вербенскому договору со шведским королём, получил во владение территории Падерборнского архиепископства, Мюнстерского епископства, аббатств Фульда, Корвей и Хершфельд в Вестфалии. В августе того же года войска Гессен-Касселя переходят в наступление и берут города Херсфельд и, в сентябре, Фрицлар (в Майнцском архиепископстве). В ноябре 1631 года шведские и гессенские войска, во главе которых были король и ландграф, вступили во Франкфурт-на-Майне. В результате под угрозой оказались позиции старого соперника Гессен-Касселя, ландграфа Гессен-Дармштадтского, который поддерживал в этой войне австрийского императора. В результате Гессен-Дармштадт вынужден был пойти на переговоры со Швецией и понести некоторые потери (например, он утратил крепость Рюссельсхайм). Однако в 1632 году, после того, как Густав Адольф пал в битве при Лютцене, прошведская коалиция постепенно распалась и в Германии усилилась католическая партия.
Когда в 1635 году в Праге император попытался объединить вокруг князей Германии (Пражский мир), эта идея у Вильгельма V не нашла поддержки. Вместо этого он заключил союз с Францией. В результате имперские войска развернули военные действия в нижнем Гессене, Вильгельм потерял свои владения в Вестфалии и был объявлен «врагом империи». Государственный долг Гессен-Касселя (вместе с невыплаченными отцовскими долгами) достиг суммы в 2,5 миллиона гульденов. Администратором на занятых территориях Гессен-Касселя был поставлен ландграф Гессен-Дармштадтский, в Верхний Гессен — в качестве карательной акции — были введены имперские войска, которые занимались здесь грабежами и жестоким насилием над мирныи населением. Были разорены и сожжены 18 гессенских городов, 47 замков и 100 деревень.
Столицу ландграфства Кассель враги обошли стороной, однако в городе вспыхнула эпидемия чумы, унёсшая 1440 человеческих жизней. Ландграф Вильгельм, присоединившись со своими войсками к шведским отрядам, в 1636 году сумел освободить от осады австрийцев крепость Ханау, в которой находилась семья его супруги, однако затем он вынужден был, вместе со своей семьёй, бежать на север. Скончался он в военном лагере в 1637 году в Восточной Фризии и был похоронен в родном Касселе лишь 3 годами позже.

## Семья
21 сентября 1619 года Вильгельм V женился на Амалии Елизавете, дочери Филиппа Людвига II, графа Ганау-Мюнценберга. В этом браке у супругов родились 12 детей. После смерти Вильгельма V его наследник Вильгельм VI был ещё несовершеннолетним, и регентом при нём до 1650 года оставалась его мать Амалия Елизавета.
- Агнесса (1620—1626)
- Мориц (1621)
- Елизавета (1623—1624)
- Вильгельм (1625—1626)
- Амелия (1626—1693), замужем за Анри Шарлем Тремуйлем
- Шарлотта (1627—1686), замужем за курфюрстом Карлом I Людвигом Пфальцским, развод в 1657, мать Лизелотты Пфальцской
- Вильгельм VI (1629—1663), женат на маркграфине Гедвиге Софии Бранденбургской
- Филипп (1630—1638)
- Адольф (1631—1632)
- Карл (1633—1635)
- Елизавета (1634—1688), аббатиса Херфордского монастыря
- мертворождённый ребёнок (1635)
- Луиза (1636—1638)
- мертворождённый ребёнок (1637)